# الیکایی آنتیوکیا
الیکایی آنتیوکیا (نام علمی: Thryophilus sernai) نام یک گونه از سرده بوریاخواه‌ها است.